# Kloster Altkirch
Das Kloster Altkirch war ein Benediktinerkloster in Altkirch im Elsass (heute Département Haut-Rhin).

## Geschichte
Das Kloster in Altkirch geht zurück auf eine Stiftung der Grafen von Pfirt, es war ursprünglich eine »alte Kirche« die dem heiligen Christophorus geweiht war. 1106 wurde hl. Morandus hierher entsandt. Der ortsansässige Graf Friedrich I. von Pfirt – Urgroßneffe des Hl. Leo IX. – vergrößerte jene alte Kirche, stiftete dort ein Benediktinerkloster und erbat sich vom Hl. Hugo von Cluny eine Anzahl Ordensleute. Die Schenkungsurkunde für das neue Kloster unterzeichnete Graf Friedrich I. von Pfirt am 3. Juli 1105 und in den ersten Wochen des Jahres 1106 erfolgte die Bestätigung durch Papst Paschalis II.
1444 plünderten Armagnaken die Moranduskirche in Altkirch und brachen die Grabstätte auf. Die Gebeine wurden zerstreut, aber wieder aufgesammelt und beigesetzt.
1620 schenkte Kaiser Ferdinand das Moranduskloster in Altkirch den Jesuiten, die es bis zur Aufhebung des Ordens im Jahre 1773 betreuten. Kurzfristig übernahmen es nochmals die Benediktiner von Cluny, nach der Französischen Revolution kam die Pilgerstätte in die Obhut des Bistums Straßburg. Im ehemaligen Kloster gründeten die Barmherzigen Schwestern ein Spital, 1886 erbaute man über dem Morandusgrab eine neue Wallfahrtskirche. Unter Bischof Adolf Fritzen wurden die Altkircher Reliquien 1892 untersucht, geordnet und mit neuen Urkunden versehen.
Am 3. Juni bzw. am darauffolgenden Sonntag feiert man in Altkirch auch den traditionellen Wallfahrtstag.